# The White Tower
The White Tower är en bergstopp i Kanada.   Den ligger i provinsen British Columbia, i den centrala delen av landet, 3 600 km väster om huvudstaden Ottawa. Toppen på The White Tower är 2 732 meter över havet, eller 392 meter över den omgivande terrängen. Bredden vid basen är 3,4 km.
Terrängen runt The White Tower är huvudsakligen bergig, men den allra närmaste omgivningen är kuperad.Trakten runt The White Tower är nära nog obefolkad, med mindre än två invånare per kvadratkilometer.. Det finns inga samhällen i närheten. 
Trakten runt The White Tower består i huvudsak av gräsmarker.